# Uruachi
Uruachi är en ort i delstaten Chihuahua i Mexiko. Den är administrativ huvudort i kommunen med samma namn och hade 1 199 invånare vid folkräkningen 2010.